# Stoelenmatter

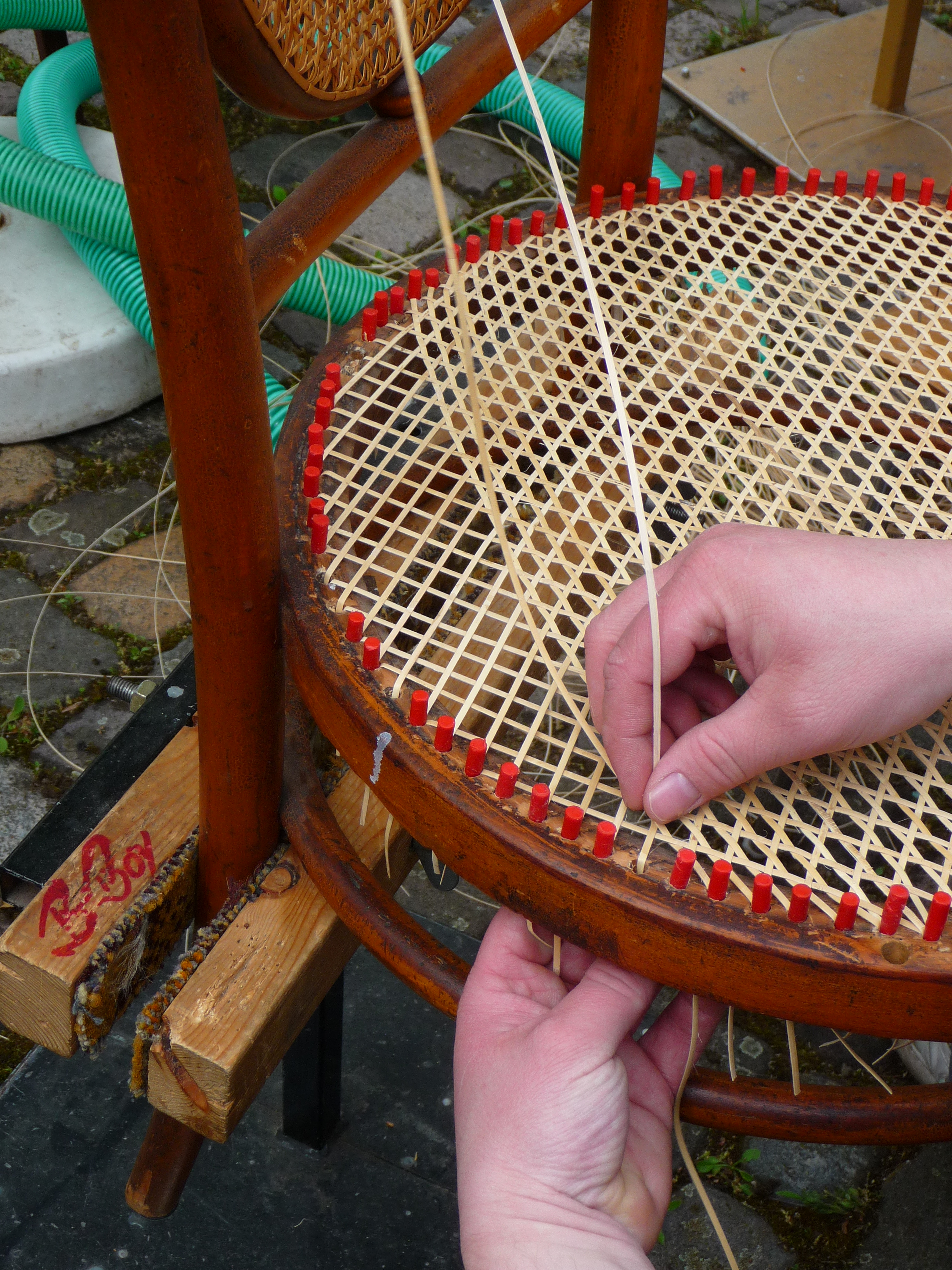
Een stoelenmatter aan het werk

Een stoelenmatter is iemand die als beroep stoelen mat. Het is een oud ambacht dat ondanks moderne technieken, nog steeds gevraagd is bij antiquairs en verzamelaars van oude meubels. Het restaureren van oude cannages en stoelen is zeer actueel.

## Ambacht
Een stoelenmatter vlecht de zitting van de stoel. Hiervoor worden vooral natuurlijke producten gebruikt: stengels van riet, rus, bies en van rotan gemaakte strengen. Deze worden geprepareerd voor dit doel. De rest van de stoel is meestal van hout. De stoelenmatter vlecht alleen de zitting. Het is arbeidsintensief werk, vandaar dat het beroep van stoelenmatter in de westerse landen grotendeels is uitgestorven. Naast de belangstelling van hobbyisten om dit ambacht uit te oefenen, bestaan er velen die zich professioneel bezighouden met het restaureren van oude meubelen en hun matten. Tegenwoordig zijn er moderne kunststoffen, waarvan machinaal vlechtwerk wordt gemaakt en toegepast voor goedkopere meubels.
Er kan onderscheid gemaakt worden tussen de 'authentieke' stoelenmatten en het 'webben' van stoelen.
Matten is het met een koordachtig materiaal (ronde doorsnede) zoals touw, riet en rotan volledig dichtvlechten van de stoelzitting. De 'koorden' liggen meestal verdeeld in vier vlakken, volledig naast elkaar en vormen een dichte structuur. Dit werd onder andere gedaan bij eenvoudig boerenmeubilair en oude kerkstoelen.
Webben is het met lintvormig materiaal (meestal geschild rotan) in patroon vlechten van een opening. Dit hoeft geen stoelzitting te zijn, maar ook andere 'openingen' kunnen met webbing dichtgemaakt worden. Vaak toegepast met kant-en-klare webbing, bijvoorbeeld bij het afdekken van cv-radiatoren.

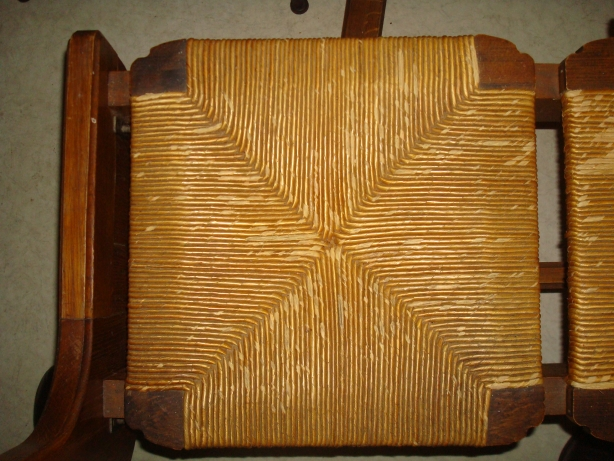
Biezen zitting
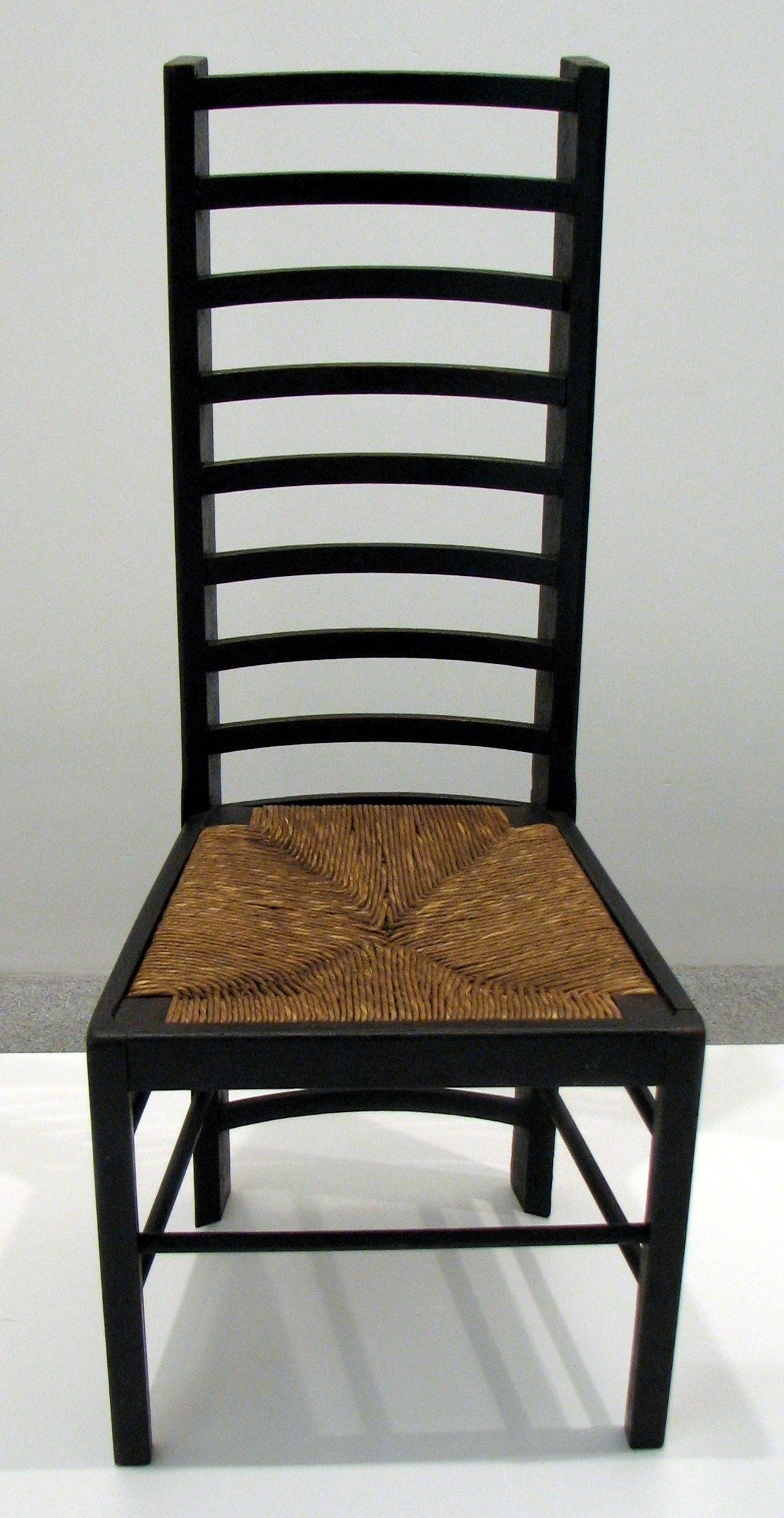
Stoel met een biezen zitting
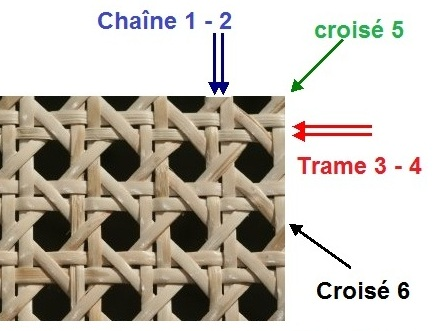
Stoelmat met gaatjes (webbing)
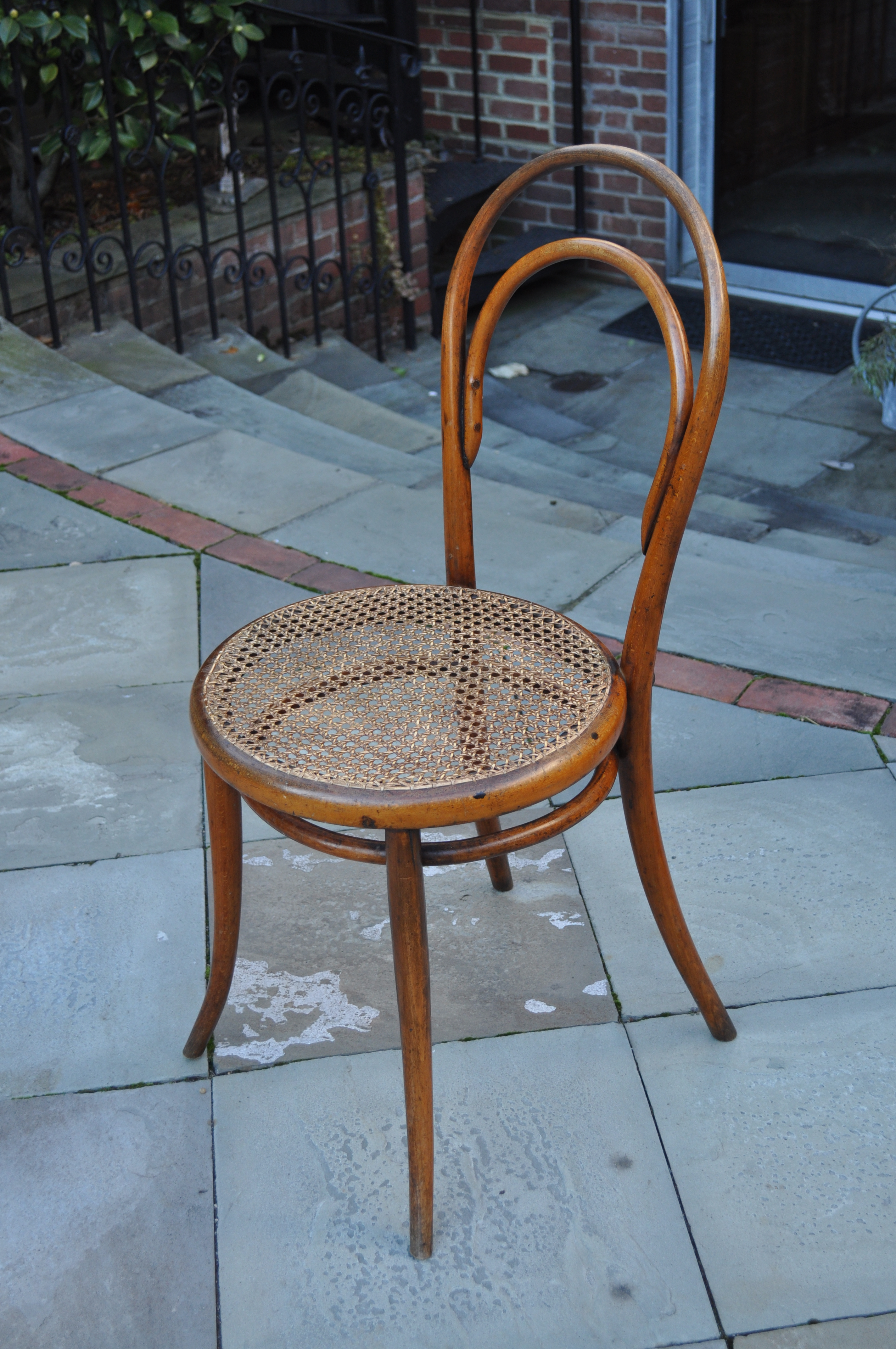
Thonetstoel